# Mycobacterium avium
Mycobacterium avium ist eine langsam wachsende Bakterienart, deren drei bekannte Unterarten (Subspezies) allesamt Krankheitserreger sind.
Die Nominatform Mycobacterium avium ssp. avium ist der Erreger der Geflügeltuberkulose, Mycobacterium avium ssp. paratuberculosis ist der Erreger der Paratuberkulose beim Rind und eventuell auch in die Entstehung von Morbus Crohn beim Menschen verwickelt. Mycobacterium avium ssp. silvaticum löst ebenfalls Tuberkulose bei Vögeln und Paratuberkulosen bei Säugetieren aus.

## Merkmale
Mycobacterium avium ist stäbchenförmig, die Oberfläche von Kulturen ist glatt oder rau. Die meisten bekannten Stämme sind nicht photochromogen, einige wenige sind skotochromogen und färben sich hellgelb. Für ihr Wachstum erforderlich sind Temperaturen um die 37 °C.

## Systematik
Mycobacterium avium gehört zum sogenannten MAIS-Komplex innerhalb der Gattung (Mycobacterium avium intracellulare scrofulaceum), dessen Arten aufgrund vieler gemeinsamer Merkmale nur durch genetische Analysen (16S rRNA) voneinander unterschieden werden können. Als wichtige Merkmale gelten die Pathogenität sowie das Wirtsspektrum.

## Pathogenität
Mycobacterium avium nimmt eine Sonderstellung ein, da es einerseits die Geflügeltuberkulose verursacht, andererseits auch beim Menschen bzw. Säugetieren als Krankheitserreger auftritt. Die höchste Empfänglichkeit besitzen Hühner, gefolgt von Tauben, Greifvögeln und Wassergeflügel. Er kann auch in Kleinvögeln/Haustieren vorkommen. Der Erreger wird außerdem über die Nahrungskette aufgenommen, z. B. von Ratten. Infektionen beim Menschen oder bei Säugetieren werden als Mykobakteriosen bezeichnet. Sie treten am ehesten bei Rindern und Schweinen auf und wirken u. a. als Erreger von Mastitiden bei Kühen. Der Erreger gehört zu den nichttuberkulösen Mykobakterien, kann im Leitungswasser vorkommen, ist bis 140 °C hitzeresistent (also nicht durch Abkochen eliminierbar) und kann bei Menschen mit geschwächtem Immunsystem gefährliche Lungenentzündungen mit Tuberkulose-ähnlichen Symptomen verursachen. Der Erreger ist besonders gefährlich, weil er oft nicht rechtzeitig erkannt wird und herkömmliche Breitband-Antibiotika nicht wirken. Zur Prophylaxe wird Azithromycin gegeben. Als wirksam erwies sich eine Kombinationstherapie aus Isoniazid und hoch dosiertem Cefpodoxim.
Aufgrund der relativ zeitintensiven Kultivierung von Mycobacterium avium ssp. paratuberculosis bzw. langer Inkubationsphasen, kommt es häufig zu einem verzögerten Nachweis der Paratuberkulose-Infektion bei Wiederkäuer-Populationen. Aus diesem Grunde wird mittlerweile (in vitro und in vivo ) untersucht, ob Hinweise auf Paratuberkulose-Infektionen durch die Detektion spezischer Konzentrationsänderungen volatiler organischer Verbindungen (VOCs) gestützt werden können.